# Wilcze echa
Wilcze echa – polski barwny film przygodowy z 1968 roku, nakręcony m.in. w Ustrzykach Dolnych w konwencji westernowej, którego akcja toczy się w Bieszczadach kilka lat po II wojnie światowej.

## Fabuła
Rok 1948. Ukraińskie oddziały UPA sieją spustoszenie w przygranicznych, bieszczadzkich miejscowościach. Chorąży Słotwina (Bruno O’Ya), zwolniony ze służby za brak dyscypliny, przybywa do Derenicy. Posterunek milicji, dowodzony dawniej przez jego przyjaciela Władeczka, stał się zakonspirowaną siedzibą groźnego bandyty Moronia (Mieczysław Stoor). Pracująca na komendzie Tekla (Irena Karel) kontaktuje go ze swoim chłopakiem Witoldem (Zbigniew Dobrzyński), jedynym z ludzi Władeczka, który ocalał z pogromu posterunku. Słotwina zamierza rozprawić się z przestępcami.

## Obsada
- Bruno O’Ya jako chorąży WOP/MO Piotr Słotwina (głos - Bogusz Bilewski)
- Irena Karel jako Tekla
- Zbigniew Dobrzyński jako Witold Szczytko
- Marek Perepeczko jako Aldek
- Ryszard Pietruski jako Łycar
- Mieczysław Stoor jako Moroń
- Andrzej Szalawski jako major Grabień
- Janusz Kłosiński jako gospodarz w Derenicy
- Zdzisław Kuźniar jako „Pijawka”
- Stanisław Łopatowski jako członek bandy Moronia
- Leopold R. Nowak jako „Dzidziuś”, członek bandy Moronia
- Bronisław Pawlik jako Tosiek Matuszczak
- Ryszard Ronczewski jako „Misio”, członek bandy Moronia
- Ryszard Kotys jako żołnierz, podwładny Słotwiny
- Adam Pawlikowski jako oficer na koniu, podwładny majora